# Erigorgus latro
Erigorgus latro là một loài tò vò trong họ Ichneumonidae.